# Giebelohr

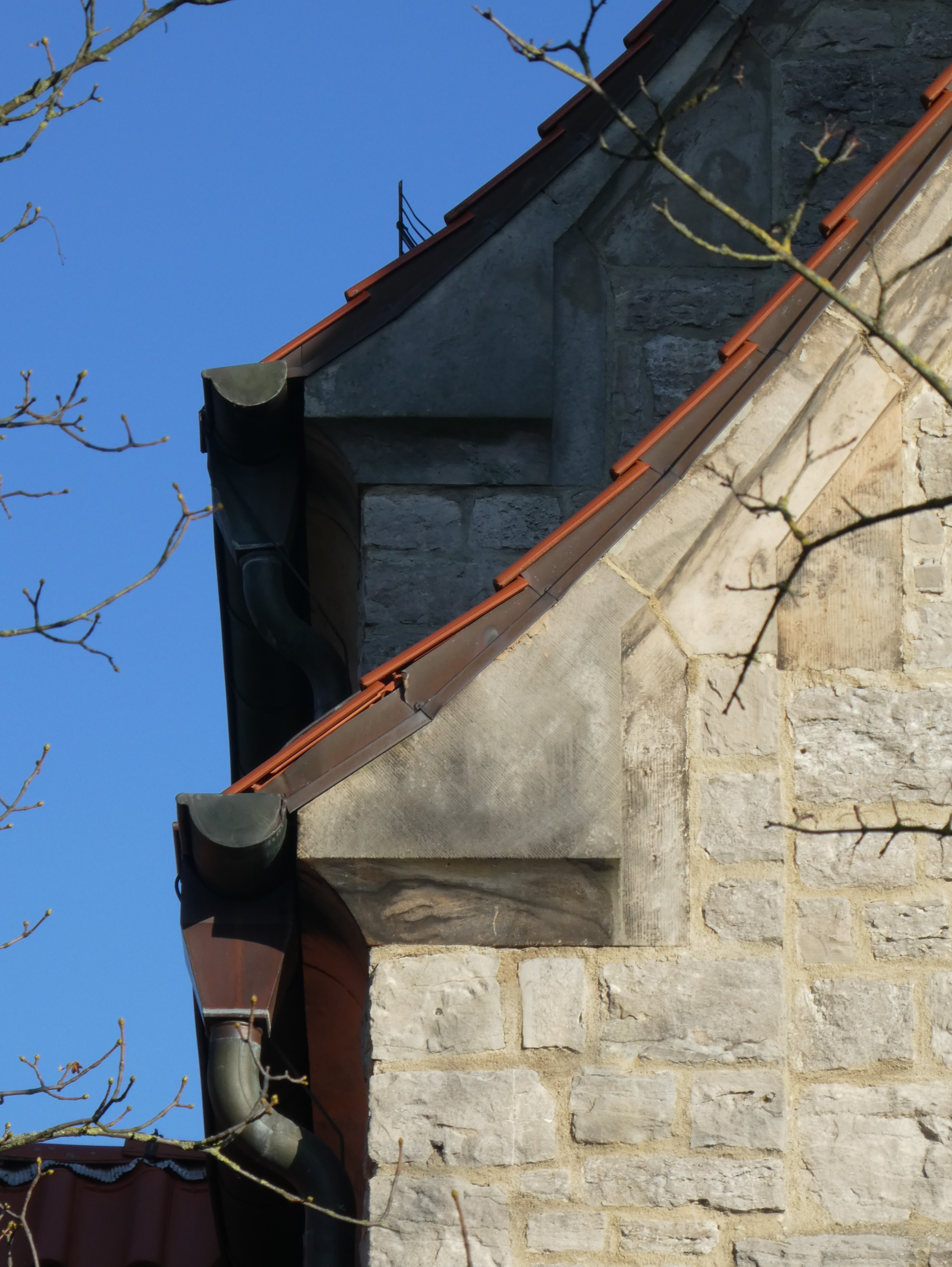
Zwei Giebelohren an der Heilig Geist-Kirche, Sarstedt, 1912–1913

Giebelohr oder Giebelschulter ist ein am Fuß massiver Giebel seitlich vorkragender Mauerteil, gegen den das Traufgesims läuft und der den untersten Dachlatten an ihren äußeren Enden ein festes Auflager bietet.
Giebelohr und Giebelschulter wirken auch als architektonisches Gestaltungsmittel. Im Backsteinbau entsteht es häufig als getrepptes Mauerwerk. Auch ein gezimmerter Dachkasten kann an seinen Enden wie eine Giebelschulter aussehen. Eine Variante sind um die Ecke auf die Giebelseite herumgeführte Kranzgesimsstücke.

Bildergalerie
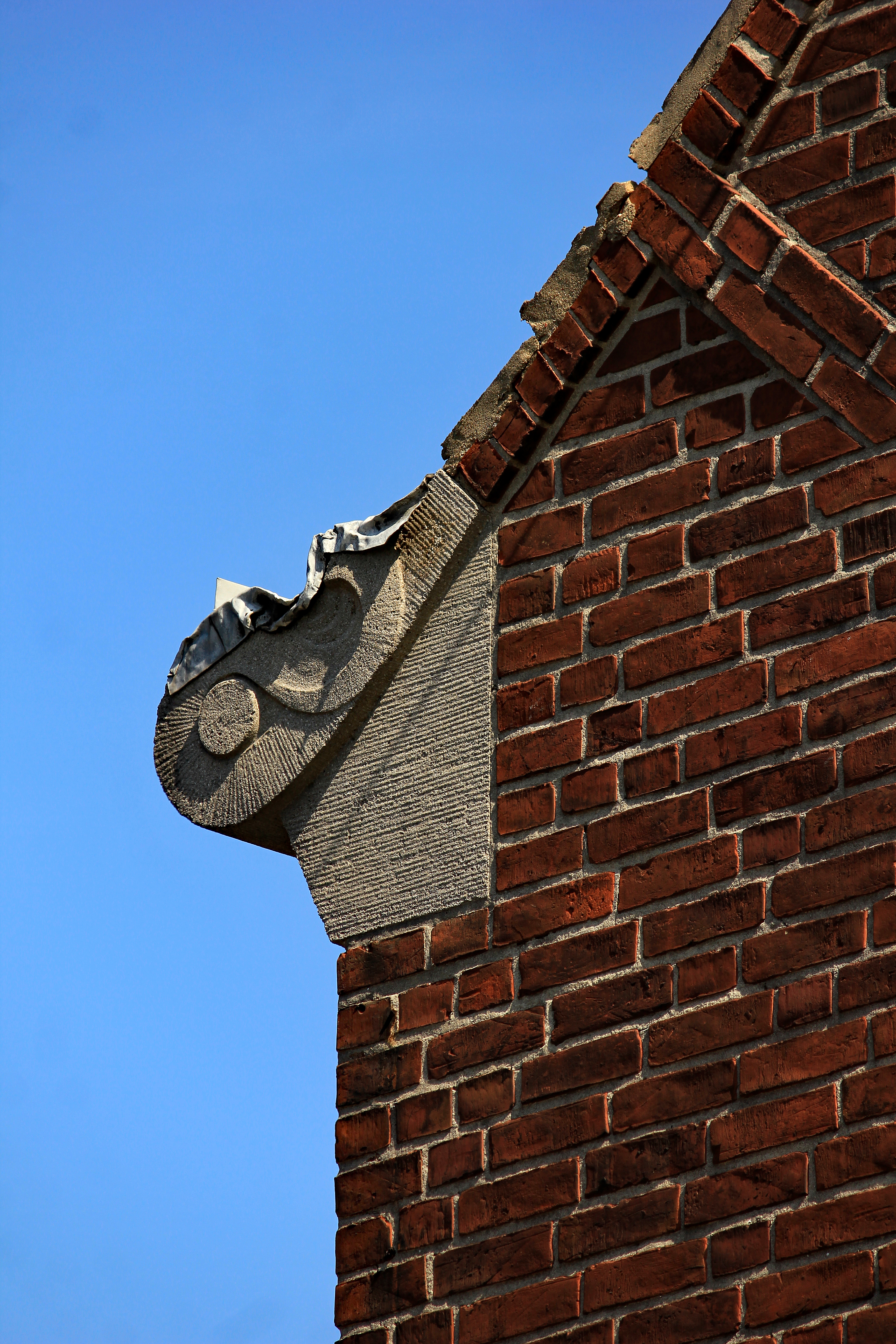
Giebelohr in Form einer (beschädigten) Volute als Ortgangabschluss (Kiel, 1930er-Jahre)
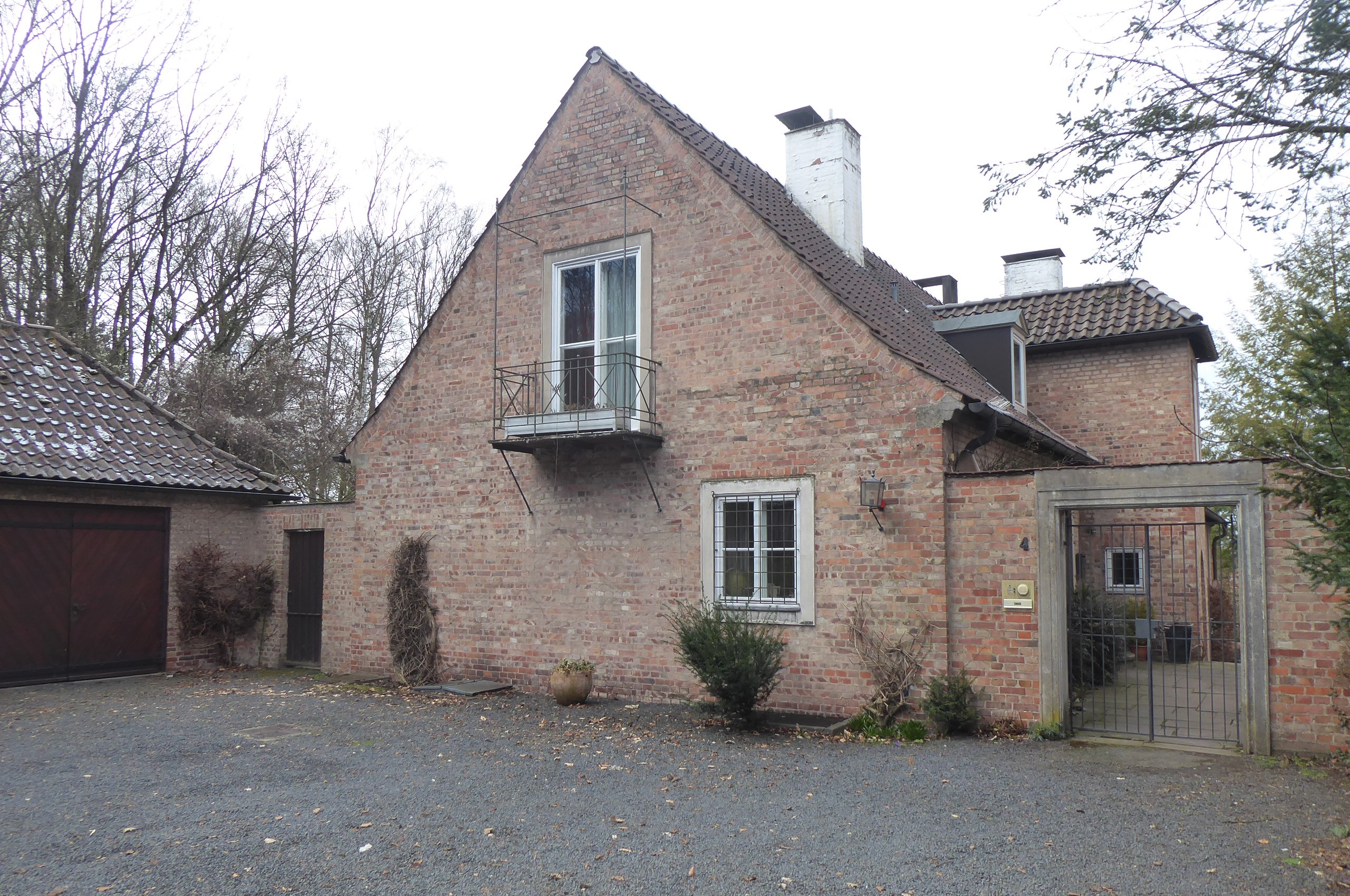
Giebelschulter als Ortganganfänger (Göttingen, Bismarckstraße 4, Architekt Diez Brandi)
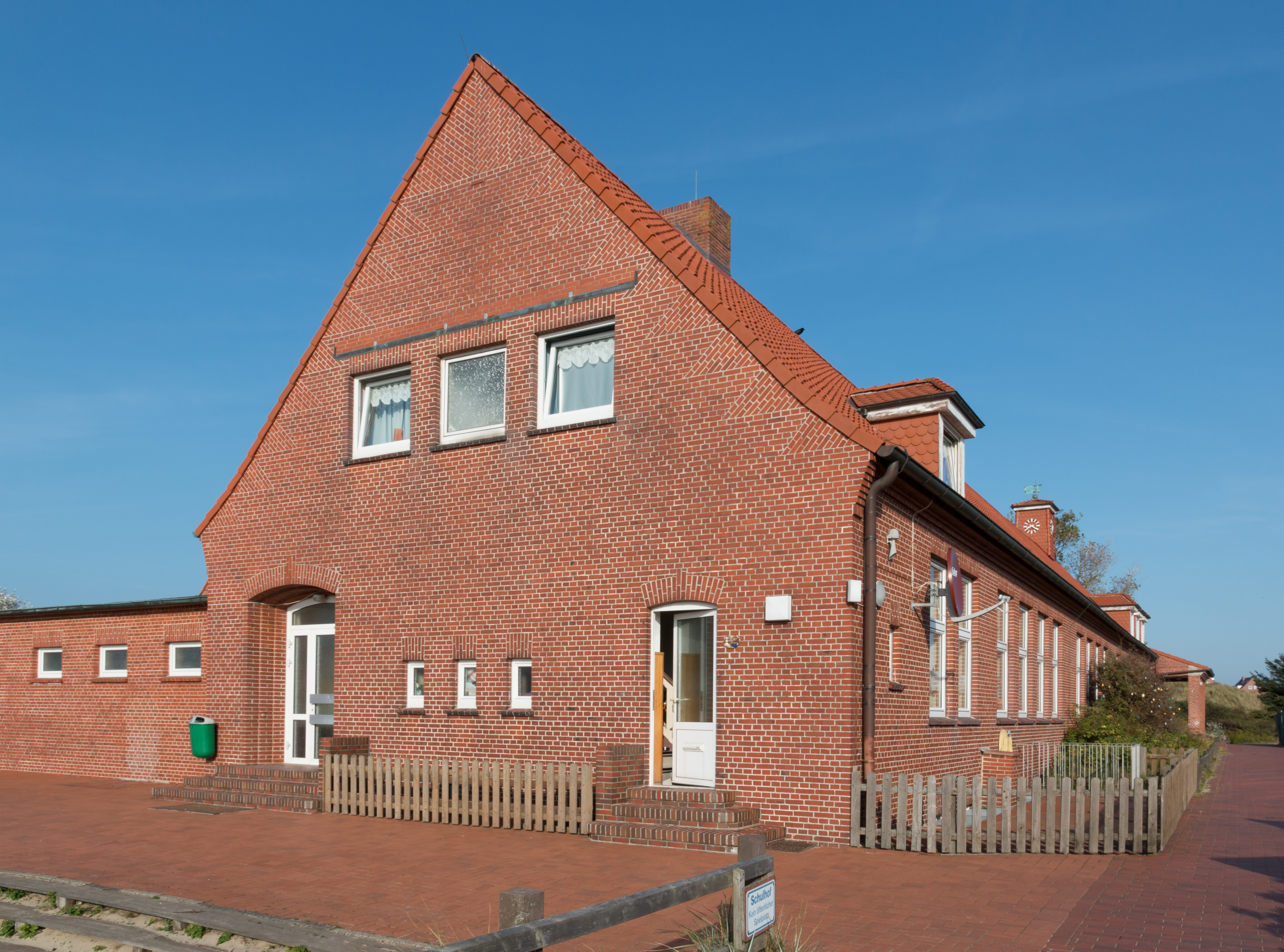
Giebelschultern in ausgerundeter Form (Juist)
Fig. 5: Giebelohr als Unterstützung einer Giebelschildwand in Ziegelbauweise (Lexikon-Abbildung von Otto Lueger, 1906)
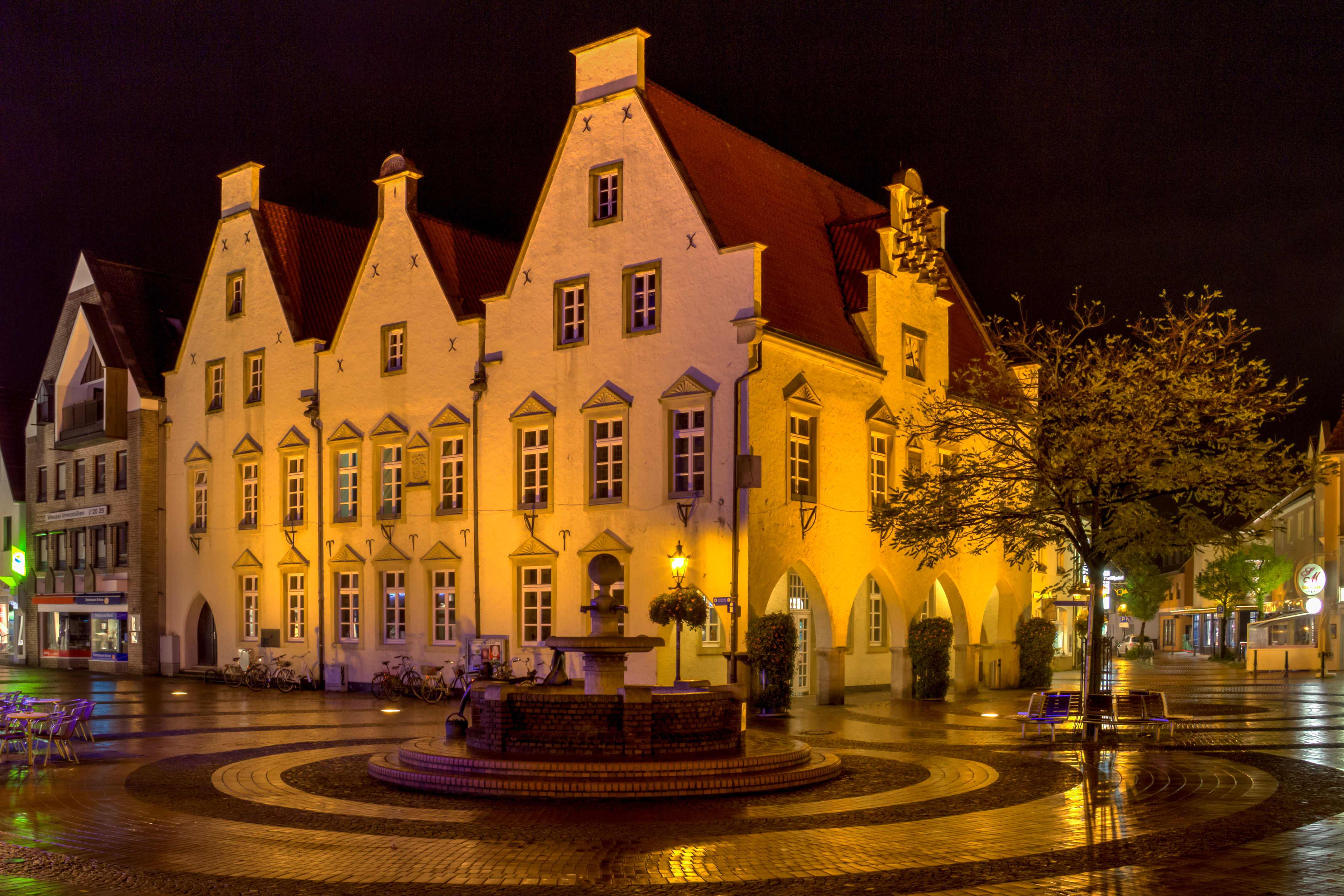
Giebelschultern an drei Schildgibeln (Altes Rathaus, Haltern am See)
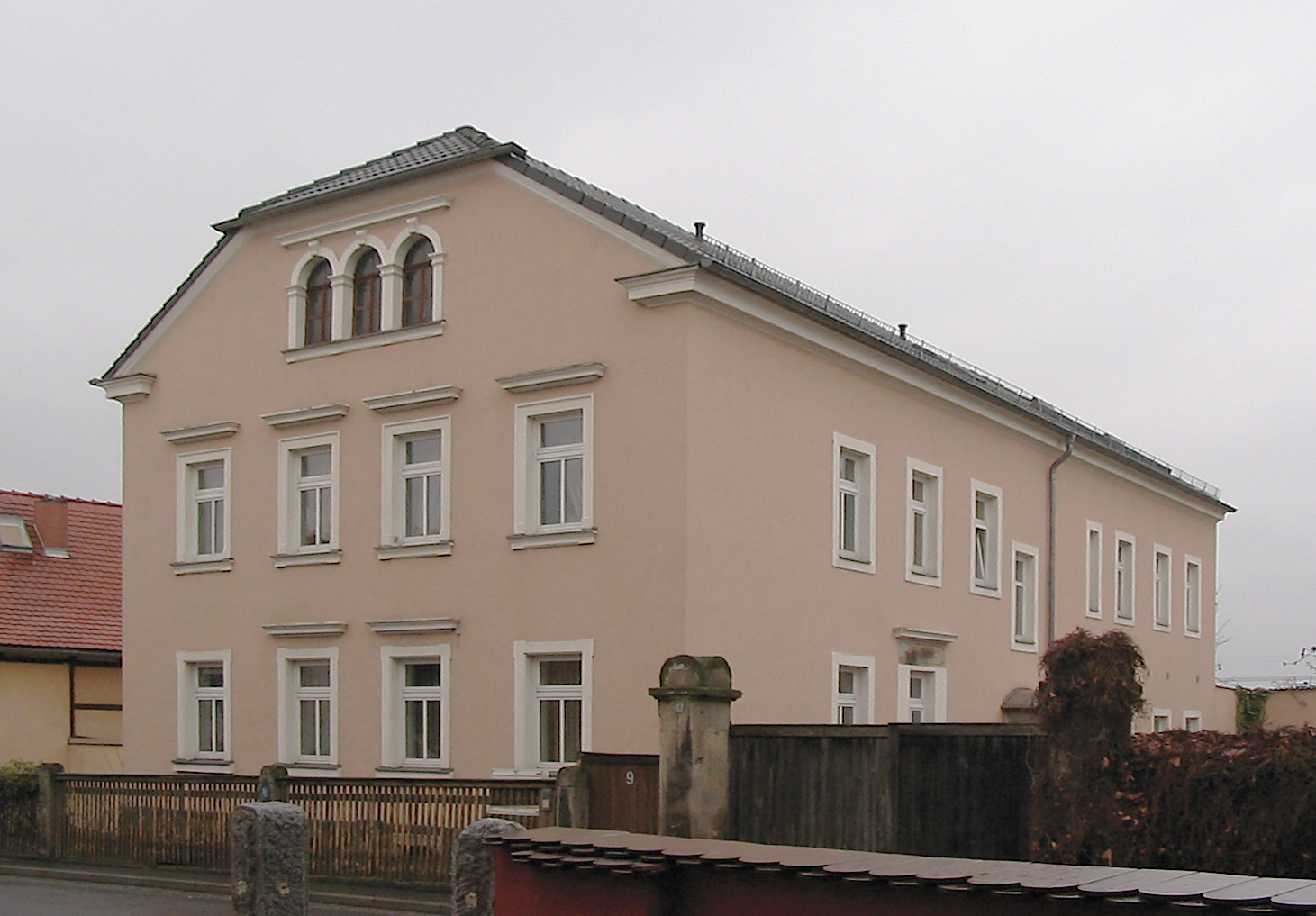
Verlängerung eines Kranzgesimses auf die Giebelseite (Bauernhaus in Radebeul, 1898)